# Liste koreanischer Zählwörter
Wie im Japanischen und Chinesischen werden auch in der koreanischen Sprache spezielle Zählwörter verwendet, um Dinge zu zählen. In der deutschen Sprache gibt es teilweise noch Entsprechungen, etwa Blatt in fünf Blatt Papier. Im Koreanischen sind diese Zählwörter aber deutlich verbreiteter, und viele dieser Wörter können nicht als unabhängige Nomen verwendet werden.
Wo man auf Deutsch beispielsweise „zehn Busfahrkarten“ sagt, könnte man auf Koreanisch 버스 표 열 장 (Beoseu pyo yeol jang) sagen, was wörtlich übersetzt etwa Bus Fahrschein zehn Blatt bedeutet.

## Liste wichtiger koreanischer Zählwörter
Im Koreanischen sind zwei Zahlensysteme üblich, das jeweils verwendete wird angegeben. Die Zahlensysteme werden im Artikel koreanische Zahlen erklärt.
| Zählwort | Romanisiert | Zahlensystem    | Bedeutung                                                                                   |
| -------- | ----------- | --------------- | ------------------------------------------------------------------------------------------- |
| 개       | gae         | Rein koreanisch | Generell für Dinge; kann auch verwendet werden, falls man das richtige Zählwort nicht kennt |
| 세       | se          | Sinokoreanisch  | Alter                                                                                       |
| 살       | sal         | Rein koreanisch | Alter                                                                                       |
| 사람     | saram       | Rein koreanisch | Personen (informell)                                                                        |
| 명       | myeong      | Rein koreanisch | Personen (informell)                                                                        |
| 분       | bun         | Rein koreanisch | Personen (höflich)                                                                          |
| 마리     | mari        | Rein koreanisch | Tiere                                                                                       |
| 그루     | geuru       | Rein koreanisch | Bäume                                                                                       |
| 송이     | song-i      | Rein koreanisch | Gepflückte Blumen, Trauben                                                                  |
| 포기     | pogi        | Rein koreanisch | Gemüseblätter                                                                               |
| 척       | cheok       | Rein koreanisch | Boote, Schiffe                                                                              |
| 병       | byeong      | Rein koreanisch | Flaschen                                                                                    |
| 잔       | jan         | Rein koreanisch | Tassen, Gläser                                                                              |
| 대       | dae         | Rein koreanisch | Fahrzeuge (Autos, Flugzeuge, …), Maschinen                                                  |
| 채       | chae        | Rein koreanisch | Häuser                                                                                      |
| 층       | cheung      | Sinokoreanisch  | Stockwerke                                                                                  |
| 과       | gwa         | Rein koreanisch | Lektionen (zählen)                                                                          |
| 과       | gwa         | Sinokoreanisch  | Lektion                                                                                     |
| 자루     | jaru        | Rein koreanisch | Dinge mit langen Griffen; Stifte, Schaufeln, Schwerter, Gewehre                             |
| 장       | jang        | Rein koreanisch | Papiere                                                                                     |
| 권       | gwon        | Rein koreanisch | Bücher                                                                                      |
| 통       | Tong        | Rein koreanisch | Briefe, Telefonanrufe, E-Mails                                                              |
| 원       | won         | Sinokoreanisch  | Geldbeträge, siehe Südkoreanischer Won                                                      |
| 그릇     | geureut     | Rein koreanisch | Schüsseln o. ä.                                                                             |
| 캔       | kaen        | Rein koreanisch | Dosen                                                                                       |
| 봉지     | bongji      | Rein koreanisch | Taschen, Tüten                                                                              |
| 벌       | beol        | Rein koreanisch | Kleider                                                                                     |
| 켤레     | kyeolle     | Rein koreanisch | Socken, Schuhe, Handschuhe                                                                  |
| 마디     | madi        | Rein koreanisch | Wörter                                                                                      |
| 년/연    | nyeon/yeon  | Sinokoreanisch  | Jahre                                                                                       |
| 해       | hae         | Rein koreanisch | Jahre                                                                                       |
| 월       | wol         | Sinokoreanisch  | Monat, etwa 5월 = Mai                                                                       |
| 달       | dal         | Rein koreanisch | Monate (zählen)                                                                             |
| 주       | ju          | Sinokoreanisch  | Wochen                                                                                      |
| 일       | il          | Sinokoreanisch  | Tag, 10일 = 10. Tag eines Monats                                                            |
| 시/시간  | si/sigan    | Rein koreanisch | Stunden                                                                                     |
| 분       | bun         | Sinokoreanisch  | Minuten                                                                                     |
| 초       | cho         | Sinokoreanisch  | Sekunden                                                                                    |